# Aphodiopsis temerarius
Aphodiopsis temerarius är en skalbaggsart som beskrevs av Vladimir Balthasar 1966. Aphodiopsis temerarius ingår i släktet Aphodiopsis och familjen Aphodiidae. Inga underarter finns listade i Catalogue of Life.